# مختارخان دیلدابکوف
مختارخان دیلدابکوف (قزاقی: Мұхтархан Қабыланбекұлы Ділдәбеков؛ زادهٔ ۱۹ مارس ۱۹۷۶) از برندگان مدال‌های بازی‌های المپیک تابستانی بوکسور اهل قزاقستان است.